# Humour noir (film)
Pour plus de détails, voir Fiche technique et Distribution.
Humour noir (Umorismo in nero) est un film à sketches hispano-italo-français sorti en 1965 en Espagne. Il n'est pas sorti en France.
1. Miss Wilma (La mandrilla), réalisé par José María Forqué
2. La Corneille (La cornacchia), réalisé par Giancarlo Zagni
3. La Bestiole (La bestiola), réalisé par Claude Autant-Lara

## Synopsis

### 1ersketch:Miss Wilma(La mandrilla)
Dans un cirque, la trapéziste Wilma va se débarrasser d’une rivale lors d’un « numéro de magie » exécuté par un amateur.

### 2esketch:La Corneille(La cornacchia)
Une étrange veuve vient se renseigner sur les prestations d’une nouvelle agence matrimoniale.

### 3esketch:La Bestiole(La bestiola)
Une paysanne tourmentée par une bestiole dans son oreille fait irruption chez un guérisseur.

## Fiche technique

### Caractéristiques communes
- Titre : Humour noir
- Titre italien : Umorismo in nero
- Titre espagnol : La muerte viaja demasiado
- Pays de production :  Espagne,  France,  Italie
- Direction de production : Pierre Gurgo-Salice, Yves Laplanche, Manuel Pérez, Giancarlo Sambucini
- Sociétés de production : Epoca Film (Espagne), Lux Compagnie (France), Sagittario Films (Italie)
- Société de distribution : Francechs Sel.
- Format : noir et blanc — son monophonique — 35 mm
- Genre : comédie noire, film à sketches
- Durée : 93 minutes
- Date de sortie : Espagne : 12 avril 1965
- Affiche : Jean Mascii (France)

#### 1ersketch:Miss Wilma(La mandrilla)
- Réalisation : José María Forqué
- Scénario : Jaime De Ariza, Vicente Coello, Marcello Fondato, José María Forqué
- Musique : Adolfo Waitzman
- Direction de la photographie : Juan Mariné
- Cadrage : César Benitez
- Décors : Ramiro Gómez
- Costumes : Casa Mayer
- Montage : Petra de Nieva

#### 2esketch:La Corneille(La cornacchia)
- Réalisation : Giancarlo Zagni
- Scénario : Tito Carpi, Giancarlo Zagni
- Musique : Coriolano Gori
- Direction de la photographie : Mario Fioretti
- Cadrage : Renato Lomiry
- Décors : Gastone Carsetti
- Montage : Luciano Cavalieri

#### 3esketch:La Bestiole(La bestiola)
- Réalisation : Claude Autant-Lara
- Scénario : Jean Aurenche et Marcello Fondato d’après deux nouvelles de Guy de Maupassant
- Dialogues : Jean Aurenche
- Musique : René Cloërec
- Direction de la photographie : Jacques Natteau
- Son : René-Christian Forget
- Décors : Max Douy
- Montage : Madeleine Gug

## Distribution

### 1ersketch:Miss Wilma(La mandrilla)
- Emma Penella : Miss Wilma
- José Luis López Vasquez : Jacinto
- Leo Anchóriz : Gayton

### 2esketch:La Corneille(La cornacchia)
- Alida Valli : la veuve
- Folco Lulli : le comte Altiero Ripoli
- Maria Cuadra : Maria
- Pippo Starnazza
- Enrico Salvatore

### 3esketch:La Bestiole(La bestiola)
- Jean Richard : Polyte
- Pierre Brasseur : le guérisseur
- Sylvie : la mère Belhomme
- Pauline Carton : la Rapet
- Jean Martinelli
- Robert Arnoux
- Jacques Marin
- Pierre Repp
- Paulette Dubost